# Загорский, Иван Васильевич (советский актёр)
Иван Васильевич Загорский (3 февраля 1899, Российская империя — 27 января 1973, СССР) — советский театральный актёр и режиссёр, народный артист РСФСР (1960).

## Биография
Иван Васильевич Загорский родился 22 января (3) февраля 1899 год. В 1919—1921 годах учился в театральной студии при Полторацком (позже Ашхабадский) драматическом театре.
В 1921 году начал свою театральную деятельность в Самаркандском театре (сейчас Самаркандский государственный русский театр драмы имени А. П. Чехова). В 1923—1937 годах играл в театрах Уфы, Архангельска, Грозного, Владивостока, Хабаровска, Курска, Омска, Баку, Ярославля. В том числе выступал в 1924—1925 годах в группе братьев Адельгейм, в 1926—1927 годах — в труппе В. И. Лихачёва.
В 1938—1967 годах работал актёром и режиссёром Казанского Большого драматического театра им. Качалова.
Умер 27 января 1973 года. Похоронен на Арском кладбище в Казани.

## Награды и премии
- Заслуженный артист РСФСР (1950).
- Народный артист Татарской АССР (1953).
- Орден Трудового Красного Знамени (14.6.1957).
- Народный артист РСФСР (6.12.1960).

## Работы в театре
- «Женитьба Белугина» А. Островского и Н. Соловьева — Андрей Белугин
- «На дне» М. Горького — Васька Пепел
- «Угрюм-река» по В. Я. Шишкову — Прохор
- «Мёртвые души» по Н. Гоголю — Ноздрёв
- «Вишневый сад» А. П. Чехова — Лопахин
- «Порт-Артур» А. Н. Борейкоова и И. Ф. Попова — Степан
- «Разлом» Б. Лавренева — Годун
- «Любовь Яровая» К. Тренева — Кошкин
- «Кремлёвские куранты» Н. Погодина — Рыбаков
- «Третья патетическая» Н. Погодина — Гвоздилин
- «Старик» М. Горького — Мастаков